# 파라무시르섬
파라무시르섬(러시아어: Парамушир, 일본어: 幌筵島 파라무시루토/호로무시로토[*],  아이누어:  poro mošir)은 쿠릴 열도 북부에 있는 섬으로, 이투루프섬에 이어 쿠릴 열도 제2의 섬이다.
이 섬의 중심지는 세베로쿠릴스크이다. 세베로쿠릴스크는 세베로쿠릴스키군(郡)(Северо-Курильский городской округ)의 소재지이자, 북부 쿠릴 열도 유일의 유인촌락이다. 인구는 2010년 현재 2,634명이다.

## 지형

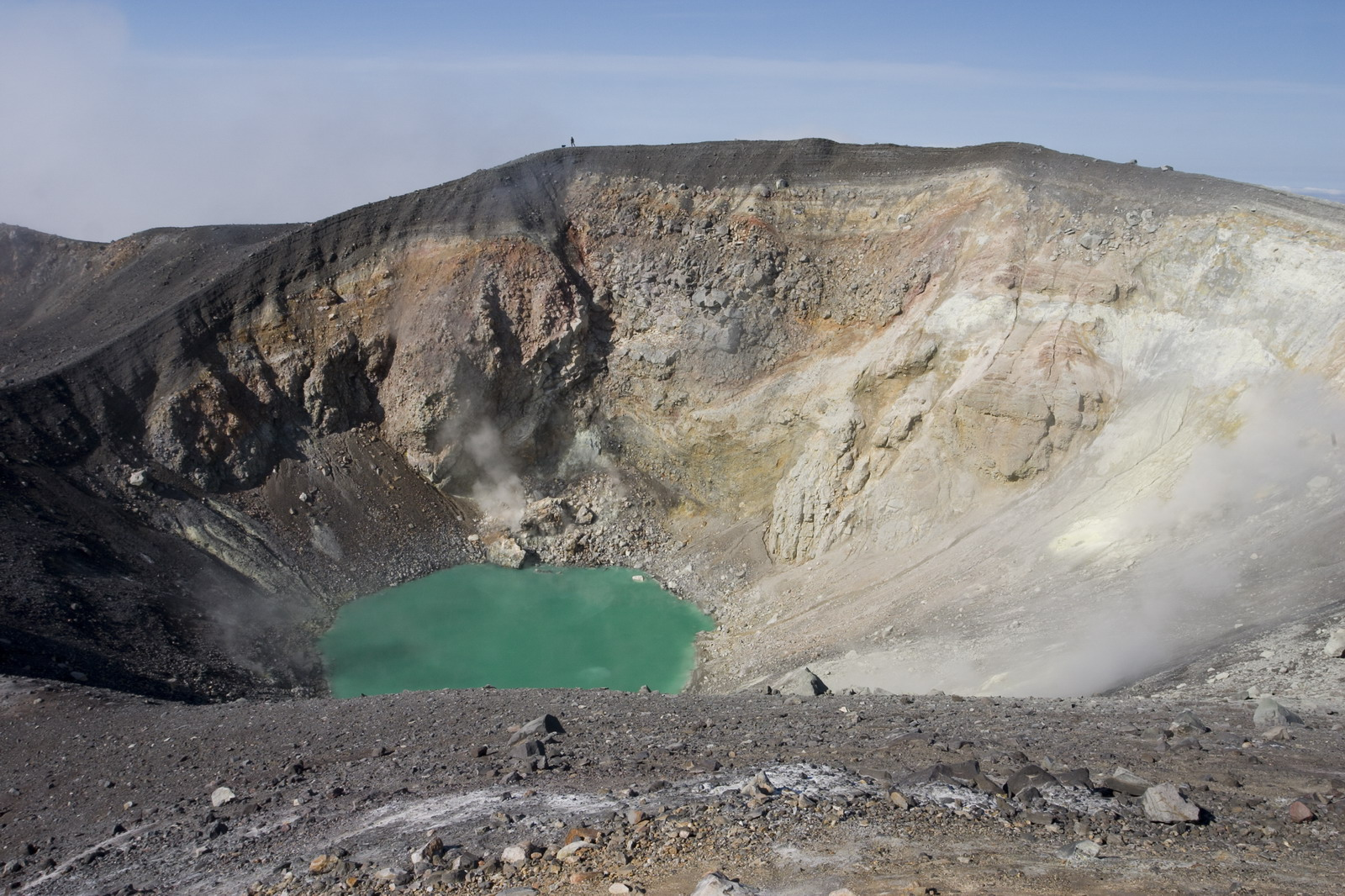
에베코 화산의 화구(火口)

북동쪽은 제2쿠릴해협을 사이에 두고 슘슈섬과, 남서쪽은 루지나 해협(пр.Лужина)을 사이에 두고 안치페로바섬과, 남쪽은 제4쿠릴해협을 사이에 두고 오네코탄섬과 마주한다.
최고점은 치쿠라치키산(влк.Чикурачки)으로 해발 1816m, 쿠릴 열도 3위의 고봉(高峰)이다. 활화산으로 1957~2008년 사이에도 수년간 분화했다.
그 외에 푸사산(влк.Фусса, 1772m), 로모노소프산(влк.Ломоносова, 1681m), 카르핀스키산(влк.Карпинского, 1345m), 에베코산(влк.Эбеко, 1156m) 등의 활화산이 있다.

## 역사

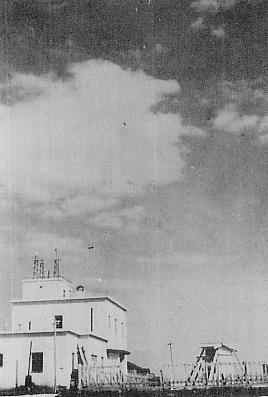
1933년 설치된, 일본령 당시의 파라무시루측후소(幌筵測候所)

1875년의 상트페테르부르크 조약에 의해 일본령이 되어, 홋카이도 슈무슈군(占守郡)에 속하였다. 그러나 1945년에 일본이 항복하면서 소련군에 의해 점령되었다.
1951년에 일본은 샌프란시스코 강화 조약으로 이 섬에 대한 영유권을 포기했다. 현재는 러시아의 사할린주 북쿠릴 군에 속해 있다.

## 같이 보기
- 러시아의 섬 목록